# Берро, Бернардо Пруденсио
Бернардо Пруденсио Берро Ларраньяга (исп. Bernardo Prudencio Berro Larrañaga, 28 апреля 1803 — 19 февраля 1868) — уругвайский писатель и политик, президент страны.

## Биография
Родился в 1803 году в Монтевидео (вице-королевство Рио-де-ла-Плата); его отец Педро Франсиско Берро Этчебарне в 1808 году вошёл в состав Хунты Монтевидео, а когда в 1828 году было принято решение о создании независимого государства Уругвай — в 1829 году стал членом Генеральной конституционной и законодательной ассамблеи, разработавшей для новой страны Конституцию 1830 года.
В 1837—1838 годах представлял в Палате представителей департамент Мальдонадо. Во время гражданской войны, после того как Мануэль Орибе осадил Монтевидео, с 1845 года стал министром в его «правительстве в Серрито»; был членом Верховного суда и одной из главных фигур в администрации.
В конце 1851 года было подписано соглашение об окончании гражданской войны по принципу «ни победителей, ни побеждённых». Власть над страной была передана «правительству обороны» из Монтевидео, которое возглавлял председатель Сената Хоакин Суарес. Страна вернулась к конституционному порядку, и весной 1852 года должны были состояться выборы президента, однако Хоакин Суарес немного не дотянул до этого момента, и 15 февраля 1852 года был вынужден по причине плохого здоровья подать в отставку, передав свои полномочия Бернардо Берро. На президентских выборах победил Хуан Франсиско Хиро, вступивший в должность 1 марта 1852 года.
Так как Хиро был близким приятелем Берро, то Берро вновь стал министром правительства, отвечающим за внешние сношения, однако 25 сентября 1853 года правительство было свергнуто в результате военного переворота, осуществлённого Венансио Флоресом.
В 1860 году Берро был избран президентом страны, и пробыл на этом посту полный срок вплоть до 1864 года. Он стал, наверное, первым президентом Уругвая, постаравшимся повысить административную эффективность аппарата управления, но его меры были в штыки встречены оппозицией. В частной жизни он, несмотря на происхождение, вёл себя очень просто. Он жил в Манга (примерно в 15 км от центра Монтевидео) и лично обрабатывал землю, шокируя аристократию, которая не считала подобное занятие подобающим для членов своего класса.
Наступление мира в стране и реформа сельского хозяйства, давшая стране новый экспортный товар — высококачественную шерсть, вызвали резкий рост внешней торговли во времена президентства Берро, что сильно улучшило экономическую ситуацию. Этому также способствовала гражданская война в США, вызвавшая прекращение поставок в Европу американского хлопка и освободившая европейские рынки для уругвайской шерсти.
Национальная партия, к которой принадлежал Берро, не стала участвовать в состоявшихся в конце 1867 года президентских выборах. 15 февраля 1868 года втянувший страну в Парагвайскую войну Венансио Флорес передал президентские полномочия президенту Сената Педро Вареле, а 19 февраля члены Национальной партии подняли антиправительственное восстание. 25 человек под командованием Берро, выкрикивая «Долой Бразилию!» и «Да здравствуют независимые Уругвай и Парагвай!» атаковали Дом правительства; Варела и поверенный по делам Бразилии бежали через заднюю дверь.
Берро объявил о победе революции и создании нового правительства, когда ему сообщили о том, что приближается «батальон конституционалистов». Теперь уже Берро с товарищами бежали через заднюю дверь. Они отправились на побережье, где на случай неудачи их должна была ждать лодка, но что-то пошло не так и лодки они не нашли. Бывший президент Флорес и его товарищи, вооружившись, отправились к месту событий, но попали в ловушку и были убиты.
Берро был арестован, а затем убит в тюрьме. Его тело было обезглавлено и протащено по улицам Монтевидео.